# عروسی فیگارو
عروسی فیگارو یا ازدواج فیگارو (به ایتالیایی: Le nozze di Figaro) یک اپرا بوفا در چهار پرده می‌باشد که در سال ۱۷۸۶ موسیقی آن توسط ولفگانگ آمادئوس موتسارت ساخته شده‌است. داستان این اپرا برگرفته از نمایشنامه ازدواج فیگارو یا یک روز شلوغ نوشتهٔ پیر بومارشه است که لرنزو دا پونته آن را به صورت اپرانامه درآورده است.
نمایشنامه ازدواج فیگارو، دومین بخش از سه قسمت نمایش فیگاروست؛ که قبل از آن آرایشگر شهر سویل و به دنبال آن مادر گناهکار می‌باشد. در نمایش اول، آرایشگر سویل، داستان از یک مثلث عشقی بین «کنت آلماویوا» یک نجیب‌زاده اسپانیایی، دختری به نام «رزینا» و «دکتر بارتولو»، سرپرست رزینا، حکایت می‌کند؛ که در نهایت با کمک فیگارو آرایشگر کنت در آن زمان، رزینا و کنت با هم ازدواج می‌کنند.
داستان اپرای عروسی فیگارو، متعاقب آرایشگر شهر سویل، از آنجایی آغاز می‌شود که بعد از گذشت چند سال از ازدواج کنت و کنتس (رزینا)، فیگارو با خدمتکار کنتس به نام «سوزانا» نامزد می‌شوند. کنت هم که حالا از همسر خود دل‌زده شده، چشم به سوزانا دوخته و تصمیم دارد از حق فئودالی خود استفاده کند.
در آن زمان، کنت بنا بر حق فئودالی خود اجازه داشته با دوشیزگان خدمتگزار در قصر، در شب عروسیشان و قبل از شوهر قانونی آنها، همبستر شود.

## نقش‌ها
نوع صداهای ذکر شده در جدول زیر بر اساس اپرانامه اصلی می‌باشد. در برخی از اجراهای جدید، کروبینو مدزو سوپرانو (به همچنین در برخی موارد مارچلینا)، کنت آلماویوا باریتون و فیگارو به عنوان باس - باریتون مشخص می‌شوند.
| نقش                                    | نوع صدا                    |
| -------------------------------------- | -------------------------- |
| کنت آلماویوا                           | باس                        |
| کنتس رزینا آلماویوا                    | سوپرانو                    |
| سوزانا؛ خدمتکار کنتس                   | سوپرانو                    |
| فیگارو؛ پیشکار مخصوص کنت               | باس                        |
| کروبینو؛ پادوی کنت                     | سوپرانو (بازیگر جنس مخالف) |
| مارچلینا؛ پیشخدمت دکتر بارتولو         | سوپرانو                    |
| بارتولو؛ دکتری از سویل، وکیلی با تجربه | باس                        |
| باسیلیو؛ استاد موسیقی                  | تنور (صدا)                 |
| دون کرزیو؛ قاضی                        | تنور                       |
| باربارینا؛ دختر آنتونیو                | سوپرانو                    |
| آنتونیو؛ باغبان کنت ، عموی سوزانا      | باس                        |
| گروه کر دهقانان، روستاییان و کارگزاران |                            |

## خلاصه

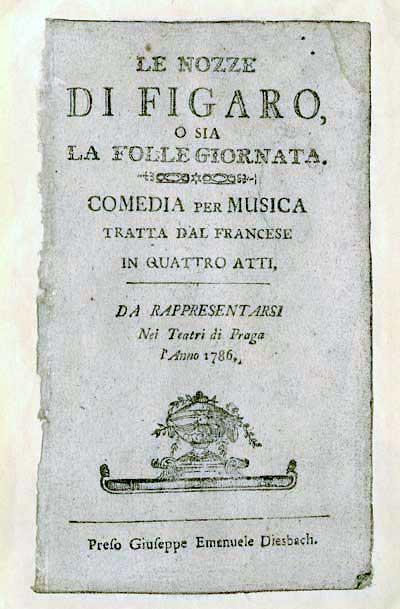
عکسی قدیمی مربوط به عروسی فیگارو

### پرده یک
اتاقی با یک مبل در وسط و چیدمانی ناتمام
فیگارو با شادی مشغول اندازه‌گیری اتاق برای جای دادن تخت خوابشان می‌باشد و سوزانا هم کلاهی را که قرار است امشب برای مراسم عروسیشان بر سر گذارد، جلوی آینه امتحان می‌کند (Duet: Cinque, dieci, venti, trenta). فیگارو از اینکه کنت این اتاق را به آن‌ها داده بسیار خوشحال است ولی سوزانا از این بابت ابراز نگرانی می‌کند. فیگارو از او می‌خواهد که بیشتر توضیح دهد و سوزانا می‌گوید که کنت به او چشم داشته و تصمیم دارد که از حق فئودالی خود استفاده کند و دادن اتاقی همجوار با اتاق خودش به آنها، از روی عمد بوده‌است. کنت هنگامی که می‌خواست با رزین ازدواج کند، اعلام کرده بود که از این حق خود چشم پوشی خواهد کرد، اما حالا با دیدن سوزانای زیبا، تصمیم می‌گیرد این حق را احیا کند. فیگارو با شنیدن حرفهای سوزانا، به شدت خشمگین می‌شود و در پی طرح نقشه ایی برای ممانعت کنت از دستیابی به سوزانا می‌گردد (Cavatina: Se vuol ballare, signor contino).
فیگارو از اتاق خارج می‌شود و دکتر بارتولو با مارچلینا وارد می‌شوند. مارچلینا، دکتر بارتولو را به عنوان وکیل خود استخدام کرده تا فیگارو را به انجام توافقی که چندی پیش بین آن‌ها امضا شده، وادار سازد. مدتی پیش فیگارو به پول نیاز داشته که مارچلینا هم مبلغی را به او قرض می‌دهد؛ به این شرط که اگر نتوانست پول را به موقع بازگرداند، با هم ازدواج کنند. دکتر بارتولو که در گذشته عاشق رزین - همسر کنونی کنت - بوده و فیگارو را در ناکامیش مقصر می‌داند، فرصت را برای انتقام جوئی غنیمت شمرده و به مارچلینا اطمینان می‌دهد که به او کمک خواهد کرد تا فیگارو هم نتواند به عشقش - سوزانا - برسد. (aria: La vendetta)
دکتر بارتولو از اتاق خارج می‌شود و سوزانا به اتاق بازگشته و مارچلینا را می‌بیند. بین این دو، که بر سر عشق فیگارو با هم رقابت داشتند، گفتگویی مملو از نیش و کنایه اما به صورت مودبانه، شکل می‌گیرد و در آخر، سوزانا سنّ بالای مارچلینا را به رخ او می‌کشد؛ که این باعث ناراحتی مارچلینا شده و وی اتاق را ترک می‌کند. (duet: Via, resti servita, madama brillante)
پس از این، کربینو سر می‌رسد. او شروع به ابراز شیفتگی‌هایش نسبت به تمام زنانی که تا به حال دیده، به خصوص مادر خوانده زیبایش " کنتس "، می‌کند (aria: Non so più cosa son) و سپس از سوزانا می‌خواهد که به او کمک کند. از قرار معلوم، کنت دیگر تحمل شیدایی‌های بی حد و مرز کروبینو را ندارد و بار آخر وقتی او را با " باربارینا " - دختر باغبان - می‌بیند، تصمیم به تنبیه او می‌گیرد. کروبینو به سوزانا التماس می‌کند که از کنت برای او طلب بخشش کند. در این هنگام کنت سر می‌رسد و کروبینو از ترس اینکه مبادا با سوزانا تنها دیده شود و به دردسر دیگری بیفتد، خود را پشت مبل قایم می‌کند.
کنت وقتی سوزانا را در اتاق تنها می‌بیند، علاقه اش را به او عنوان می‌کند و پیشنهاد می‌کند که اگر سوزانا به درخواستش تن در دهد، به او مبلغ چشمگیری پول خواهد داد. در بین این گفتگو، باسیلیو - مربی موسیقی در قصر - وارد می‌شود. کنت که نمی‌خواسته با سوزانا تنها دیده شود، به سرعت به سمت پشت مبل می‌رود که پنهان شود. کروبینو که آنجا مخفی بوده، با چابکی تمام، خود را به روی مبل میندازد و سوزانا هم سریعاً رویش را با پارچه ایی می‌پوشاند.
باسیلیو از شایعه عشق کروبینو به کنتس سخن به میان میاورد و کنت - که پشت مبل پنهان شده بوده - با عصبانیت بیرون آمده و در مورد کروبینو، پادوی همیشه غایبش، اینطور ادامه می‌دهد که او همیشه مشغول معاشقه با زنان است و به تازگی او را زیر میز آشپزخانه، با باربارینا دیده‌است. «سوزانا در مدت گفتگوی کنت و باسیلیو، مدام نگران بوده که مبادا این دو متوجه حضور کروبینو در اتاق شوند و یکبار هم وقتی کنت می‌خواست بنشیند، خود را به غش کردن می‌زند تا کنت به کمکش رفته و روی مبل ننشیند» کنت که سعی داشته در حین توضیح دادن، صحنه ماجرا را نیز به نمایش بکشد، پارچه روی مبل را برمی‌دارد و ناگهان کروبینوی واقعی ظاهر می‌شود! چشمان کنت از شدت خشم بیرون می‌زند و تا می‌خواهد عکس‌العملی نشان دهد، به خاطر میاورد که پس وقتی او داشته خواسته اش را با سوزانا مطرح می‌کرده، کروبینو هم آنجا حضور داشته و حالا از همه چیز خبر دارد و ممکن است در مقابل برود و همه چیز را به کنتس بگوید. او با تعجب می‌پرسد: " پس اول که من وارد اتاق شدم، تو کجا بودی؟ " کروبینو می‌گوید: " پشت مبل … " ؛ کنت ادامه می‌دهد: " بعد که من پشت مبل قایم شدم، کجا رفتی؟ "، کروبینو پاسخ می‌دهد: " روی مبل … ".
از خوش‌اقبالی کروبینو، هنگامی که کنت می‌خواست او را گوشمالی دهد، دخترکان دهقان وارد اتاق شده و با خواندن سرودی، قول کنت را مبنی برگذشتن از حق فئودالی اش، به او یادآور می‌شوند. فیگارو، که خود طراح نقشه این آوازه خوانی بوده، امیدوار است با این اقدام، کنت از همخوابگی با سوزانا در شب عروسیشان چشم پوشی کرده و سوزانا را برای او پاک باقی گذارد.
پس از اتمام سرود، فیگارو نزد کنت می‌آید و از او به خاطر لطفی که به آن‌ها دارد تشکر می‌کند و می‌گوید: «امشب ازدواج پاک من و سوزانا، نخستین ثمره این تصمیم عادلانه و عاقلانه شماست.» اما کنت از توجه به حرفهای فیگارو طفره رفته و می‌گوید که قبل از سرگیری این ازدواج باید موضوعات مهمتری را رسیدگی کرد؛ از جمله شکایت مارچلینا و همچنین تنبیه کروبینو!
کنت دستور می‌دهد که ظرف چند ساعت آینده، دادگاه رسیدگی به شکایت مارچلینا تشکیل شود؛ همچنین تصمیم می‌گیرد کروبینو را به عنوان افسر به پادگانی در سویل بفرستد تا دیگر هیچ زنی در اطراف او نباشد! فیگارو هم شروع به دست انداختن کروبینو کرده و زندگی سخت و خشن آینده‌اش را با وضع مرفه کنونی وی مقایسه می‌کند؛ به خصوص اینکه دیگر روی هیچ زنی را نخواهد دید.
(aria: Non più andrai)

### پرده دو
اتاق خوابی زیبا با یک رختکن و میز آرایش در سمت چپ، یک در مخصوص رفت‌وآمد خدمه و پنجره ایی در روبرو
کنتس در رختخوابش دراز کشیده و از بی وفائی‌های کنت آزرده خاطر است. سوزانا وارد می‌شود و کنتس بلافاصله از او می‌خواهد که از ادامه ماجراهایش با کنت بگوید. سوزانا به کنتس اطمینان می‌دهد که کنت هنوز او را دوست دارد و سوزانا را برای مدتی کوتاه، آنهم با دادن پول می‌خواهد. فیگارو وارد اتاق می‌شود و می‌گوید که نقشه کشیده تا امشب با فرستادن نامه ایی بی‌نام و نشان - توسط باسیلیو، حواس کنت را پرت کند. او در آن نامه نوشته که امشب، کنتس با معشوقه اش قرار ملاقات دارد! که این باعث می‌شود کنت به جای اینکه در فکر سوزانا باشد، تمام مدت مراقب همسر خود باشد. فیگارو همچنین از کنتس می‌خواهد که کروبینو را در اطرافش نگاه دارد و اگر کنت خواهان نزدیکی با سوزانا شد، به کروبینو لباس‌های زنانه پوشانده و او را به جای سوزانا بفرستد؛ کنتس هم می‌تواند از این فرصت استفاده کرده و به موقع مچ همسرش را بگیرد.
فیگارو از اتاق خارج می‌شود و کروبینو که قبلاً توسط فیگارو تشویق به همکاری شده، وارد اتاق می‌شود. سوزانا از کروبینو می‌خواهد شعر عاشقانه ایی را که برای کنتس نوشته بخواند. (aria: Voi che sapete che cosa è amor) پس از اتمام آواز کروبینو، کنتس حکم خدمت در ارتش را در دست کروبینو می‌بیند. کروبینو میلی به رفتن نداشته و کنتس از او می‌خواهد که حکم را نشانش دهد. کنتس متوجه می‌شود که کنت در زمان نوشتن حکم، به دلیل عجله و عصبانیت، فراموش کرده نامه را با انگشترش مهر بزند؛ پس نامه اعتبار قانونی نداشته و کروبینو از این امر بسیار خوشحال می‌شود. متعاقباً، کنتس و سوزانا از کروبینو می‌خواهند که لباسهای زنانه را امتحان کند و برای ایفای نقش احتمالی اش آماده شود. (aria of Susanna: Venite, inginocchiatevi) وقتی کروبینو مشغول تعویض لباس بوده، کنتس و سوزانا زخمی را روی بازوی او می‌بینند و سوزانا برای آوردن مرهم از اتاق خارج می‌شود. هنگامی که کنتس و کروبینو منتظر برگشتن سوزانا هستند، صدای کنت را می‌شنوند که به اتاق نزدیک می‌شود. کنت سعی می‌کند که در را باز کند اما در قفل است. کنتس با عجله کروبینو را داخل کمد پنهان می‌کند و کنت همچنان بر در می‌کوبد. کنتس در را باز می‌کند و کنت با خشم دلیل قفل بودن در را می‌پرسد. کنتس می‌گوید: " داشتیم با سوزانا لباس پرو می‌کردیم… " ؛ کنت صدایی را از داخل کمد می‌شنود و به همسرش می‌گوید: " مطمئنم که چیزی را از من پنهان می‌کنی … " . کنتس پاسخ می‌دهد که این سر و صدای سوزاناست که مشغول امتحان کردن لباس عروسیش است. سوزانا به اتاق بازمی‌گردد و متوجه دلیل بگو مگوهای این دو شده، خود را پشت تخت قایم می‌کند. (Trio: Susanna, or via sortite)
کنت برای آوردن ابزاری جهت شکستن در کمد خارج می‌شود و برای محکم کاری کنتس را نیز با خود برده و در اتاق را هم قفل می‌کند. کروبینو و سوزانا از محل پنهان شدنشان بیرون میایند. کروبینو از پنجره بیرون می‌پرد و سوزانا - خوشحال از اینکه می‌تواند قیافه کنت را هنگامی که احساس حماقت می‌کند، ببیند - در کمد مخفی می‌شود. (duet: Aprite, presto, aprite)
کنت و کنتس برمی‌گردند. کنتس به ناچار اعتراف می‌کند که کروبینو را داخل کمد قایم کرده و کنت قسم به کشتن کروبینو می‌خورد. پس از باز کردن در کمد، هر دوی آن‌ها از دیدن سوزانا شگفت زده می‌شوند و کنت از کنتس می‌خواهد که توضیح دهد؛ کنتس هم می‌گوید: " تمام اینها فقط یک امتحان برای سنجیدن میزان اعتماد تو به من بود! " کنت از واکنش‌های خود شرمسار می‌شود و از کنتس می‌خواهد که او را ببخشد. وی سپس در مورد مطالب آن نامه بی‌نام و نشان می‌پرسد که کنتس و سوزانا هم فاش می‌کنند که آن نامه ساختگی بوده و کار فیگاروست!
فیگارو وارد اتاق می‌شود و با خوشحالی خبر می‌دهد که همه چیز برای جشن امشب آماده است؛ کنت اما باز اشاره به رسیدگی به مسائل مهم‌تر می‌کند و نامه را به فیگارو نشان داده و می‌پرسد این نوشته کار کیست؟! فیگارو خود را به بی‌اطلاعی می‌زند اما کنتس و سوزانا از او می‌خواهند که حقیقت را گفته و به این بازی پایان دهد. در این بین آنتونیو - باغبان قصر - وارد می‌شود و به کنت خبر می‌دهد که مردی نحیف جثه و نیمه عریان را دیده که از این اتاق به پایین پریده و به سرعت ناپدید شده؛ گلدانی شکسته را نیز به عنوان مدرک نشان می‌دهد. کنت پی می‌برد که پس کروبینو داخل اتاق بوده‌است؛ اما فیگارو ادعا می‌کند که این شخص خودش بوده و پایش نیز در این ماجرا آسیب دیده و شروع به لنگ زدن می‌کند. کنتس و سوزانا نیز از کنت می‌خواهند که به حرفهای آنتونیو که اغلب مست و ناهوشیار است اعتماد نکنند. آنتونیو هم برای اثبات بیشتر گفته‌هایش، حکمی را که از جیب کروبینو بیرون افتاده نشان می‌دهد؛ کنت از فیگارو می‌پرسد که حالا در این مورد چه دارد که بگوید؟! فیگارو هم با خونسردی می‌گوید همیشه با خود تعداد زیادی نامه حمل می‌کند که این هم یکی از آنهاست … کروبینو این را به او داده تا برای مهر کردن نزد کنت بیاورد!
احساس غرور فیگارو از پیروزی در این ماجرا به طول نینجامید و مارچلینا، بارتولو و باسیلیو با همراه داشتن شکایت نامه ایی علیه او وارد شدند. کنت هم دستور داد که تا رسیدگی کامل به این موضوع، عروسی به تعویق بیفتد.

### پرده سه
سالنی با شکوه، آماده و تزئین شده برای جشن عروسی با دو صندلی مجلل در وسط
کنت عمیقاً در فکر وقایع پیش آمده‌است و باسیلیو را نیز فرستاده تا ببیند کروبینو در سویل هست یا نه. کنتس از سوزانا می‌خواهد که نزد کنت برود و به دروغ وعده ملاقات در باغ را بدهد. (duet: Crudel, perché finora) سوزانا به بهانه گرفتن داروی سردرد برای کنتس، پیش کنت می‌رود و در آخر به کنت می‌گوید که به پیشنهاد او فکر کرده و با رضایت و افتخار حاضر است که امشب کنت را در باغ ببیند؛ زیرا با این کار هم شادی اربابش را فراهم کرده و هم با پولی که از او دریافت می‌کند می‌تواند قرض فیگارو به مارچلینا را بپردازد. کنت سوزانا را در آغوش کشیده، خوشحالی و هیجان خود را از این بابت ابراز می‌کند. فیگارو وارد اتاق می‌شود و کنت در گوشه ایی پنهان می‌شود. فیگارو با شادی تمام به سوزانا اعلام می‌کند: " ما برنده شدیم! "؛ کنت هم متوجه فریب خوردنش می‌شود و با حرص و کینه زمزمه می‌کند: " تا من شاد نباشم، هیچ‌یک از خدمتگزارانم هم نباید شاد باشند. " (aria: Hai già vinta la causa … Vedrò mentr'io sospiro) پس تصمیم می‌گیرد هر طور شده، فیگارو را مجبور به ازدواج با مارچلینا کند.
دادگاه تشکیل می‌گردد و حکم ازدواج فیگارو و مارچلینا صادر می‌شود. فیگارو مخالفت خود را اعلام می‌کند؛ او می‌گوید که دارای خانواده است و بدون اجازه آن‌ها نمی‌تواند ازدواج کند. قاضی درخواست می‌کند که گفته اش را ثابت کند. با توضیحات فیگارو و نشان روی بازویش، مشخص می‌شود که وی رافائلو، فرزند عشق قدیمی و رابطه مخفیانه مارچلینا و دکتر بارتولو بوده و پس از تولد رها شده‌است! قاضی با شگفتی انگشتش را به سمت مارچلینا گرفته و می‌گوید: " این مادر توست! " و مارچلینا نیز بارتولو را نشان داده و می‌گوید: " این پدر توست! "
کنت از نتیجه دادگاه و اینکه ازدواج مادر و پسر غیرممکن است، عصبانیست؛ فیگارو والدینش را در آغوش می‌گیرد و سوزانا هم با کمی پول - برای ادای بخشی از قرض فیگارو - وارد می‌شود. سوزانا که فیگارو را در آغوش مارچلینا می‌بیند، ناامید شده و به اشتباه فکر می‌کند که فیگارو دیگر او را نمی‌خواهد. او عصبانیتش را به فیگارو ابراز داشته و قبل از گوش دادن به توضیحات فیگارو سیلی محکمی به او می‌زند. مارچلینا فرزندش را دلداری می‌دهد و می‌گوید همه اینها نشان دهنده عشق سوزانا به اوست. کمی بعد، با توضیحات فیگارو، سوزانا پی به اشتباه خود برده و به شادمانی فیگارو و خانواده اش ملحق می‌شود. مارچلینا و بارتولو هم به یمن پیدا شدن فرزندشان، تصمیم به ازدواج و برپایی جشن در همان شب - هم‌زمان با عروسی سوزانا و فیگارو - می‌گیرند.
(sextet: Riconosci in questo amplesso una madre)
همگی از سالن خارج شده و کنت می‌ماند. آنتونیوی باغبان سراسیمه نزدش می‌آید و به او می‌گوید که کروبینو هنوز به سویل نرفته و در خانه او مخفیست. کنت هم با خشم به دنبال او می‌رود. کنتس وارد سالن می‌شود درحالی‌که حسرت روزهای شیرین گذشته با کنت، او را اندوهگین کرده‌است. (aria: Dove sono i bei momenti) سوزانا کنار او می‌آید و کنتس از او می‌خواهد که نامه عاشقانه ایی به کنت بنویسد و بگوید که امشب در باغ منتظر اوست. کنتس سنجاقی را به او می‌دهد تا سوزانا نامه را با آن ببندد؛ در نامه ذکر می‌شود که کنت، به علامت قبول قرار، باید سنجاق را به سوزانا برگرداند. (duet: Sull'aria...che soave zeffiretto)
تعدادی از دختران روستایی برای خواندن سرود شادی و عشق برای کنتس وارد می‌شوند - کروبینو هم که خود را به شکل یک دختر درآورده، آن‌ها را همراهی می‌کند. کنت و آنتونیو داخل می‌شوند؛ کنت، کروبینو را در بین دختران یافته و از عصبانیت به سمتش حمله‌ور می‌شود. باربارینا، دختر آنتونیوی باغبان، به سرعت وارد عمل شده و جلوی خشم کنت و کتک خوردن کروبینو را می‌گیرد. او به کنت یادآور می‌شود که روزی در ازای یک بوسه، به او قول داده که هر آرزویی دارد برآورده سازد و باربارینا هم ازدواج با کروبینو را آرزو کرده! کنت سرخورده از اینکه همه چیز برخلاف میل او پیش می‌رود، از تنبیه کروبینو دست کشیده و باربارینا را هم ساکت می‌کند.
جشن عروسی فیگارو با سوزانا و بارتولو با مارچلینا آغاز شده و مهمانان وارد می‌شوند. همگی مشغول رقص و پایکوبی می‌شوند غیر از کنت که از این وضع بسیار ناراضیست. سوزانا به دور از چشم فیگارو، نامه‌اش را به دست کنت می‌دهد و به ادامه رقص با فیگارو می‌پردازد. فیگارو، کنت را در حال خواندن نامه ایی می‌بیند و به شور و شعف او از خواندن نامه پی می‌برد و به سوزانا می‌گوید: " حتم دارم که این نامه از طرف یک زن است … "؛ غافل از اینکه نامه از طرف سوزاناست! کنت سنجاق را به باربارینا می‌دهد تا آن را به علامت قبول قرار، بدست سوزانا برساند؛ سپس این شب را یکی از بهترین و با شکوه‌ترین شبهای زندگی اش اعلام کرده و شروع به رقص و شادمانی می‌کند.

### پرده چهار
شب هنگام؛ منظره باغ با دو امارت کلاه فرنگی
باربارینا سنجاقی را که کنت به او داده بود تا به نشانه قبول قرار به سوزانا بدهد، گم کرده و در باغ مشغول جستجوست. (aria: L'ho perduta, me meschina) فیگارو و مارچلینا، باربارینا را می‌بینند. فیگارو کنجکاو می‌شود که دخترک به دنبال چیست؟! بعد از توضیحات باربارینا، فیگارو پی می‌برد که آن نامه که کنت را خوشحال کرده از طرف سوزانا بوده و احساس می‌کند سوزانا مخفیانه به کنت جواب مثبت داده‌است. او بسیار اندوهگین می‌شود اما عکس‌العملی نشان نمی‌دهد؛ فوری سنجاقی را از مارچلینا گرفته، به باربارینا داده و می‌گوید این همان سنجاقیست که دنبالش هستی! بعد غصّه اش را با مادرش در میان می‌گذارد و قسم می‌خورد که انتقام همه مردان را از زنان بی‌وفا بگیرد.
مارچلینا از او می‌خواهد که آرام باشد اما او گوش نمی‌دهد؛ مارچلینا هم تصمیم می‌گیرد که به عنوان یک زن، در هر صورت جانب سوزانا را بگیرد. (aria: Il capro e la capretta sono sempre in amistà) فیگارو از شدت خشم و حسادت، از دکتر بارتولو و باسیلیو می‌خواهد که با او همدست شوند و مانع دستیابی کنت به سوزانا شوند؛ اما این دو قبول نمی‌کنند و باسیلیو نیز اضافه می‌کند: " مبارزه با کسانی که از ما قدرتمند ترند، اشتباهی بزرگ است و پیروزی به همراه نخواهد داشت …! " (aria: In quegli anni in cui val poco la malpratica ragion) باسیلیو و بارتولو صحنه را ترک می‌کنند و فیگارو، بد بین شده به تمام زنان، همچنان در صدد انتقامجویی است. (aria: Aprite un po' quegli occhi)
سوزانا و کنتس درحالی‌که لباسهای یکدیگر را پوشیده‌اند، وارد می‌شوند. مارچلینا نیز با آنهاست و قبلاً سوزانا را از سوظن و عصبانیت فیگارو مطلع کرده‌است. این سه، نقشه‌شان را با یکدیگر مرور کرده و سپس کنتس و مارچلینا صحنه را ترک می‌کنند. سوزانا که از عدم اعتماد فیگارو به خودش رنجیده خاطر بوده، سعی می‌کند با خواندن یک آواز عاشقانه - طوری‌که فیگارو فکر کند مخاطبش کنت است - وی را هم کمی بیازارد. (aria: Deh, vieni, non tardar)
فیگارو نیز که خود را در گوشه ایی مخفی کرده بوده، با شنیدن این کلمات عاشقانه، حسودتر و خشمگین تر می‌شود. سوزانا و کنتس به سرعت جایشان را با هم عوض می‌کنند و بعد کروبینو وارد صحنه می‌شود. کروبینو که کنتس را در لباس عروسی می‌بیند، گمان می‌برد که او سوزاناست و نیش و کنایه زدن در مورد قرار ملاقاتش با کنت را آغاز می‌کند. کنت از راه می‌رسد و کروبینو را به حال پرسه زدن در اطراف عروس می‌بیند؛ وی سیلی محکمی به کروبینو می‌زند؛ که این ضربه نصیب فیگارو - که برای دور کردن کروبینو از عروس جلو آمده بوده - نیز می‌شود!
کنت به " سوزانا " (در واقع کنتس) ابراز عشق می‌کند و انگشتری جواهر نشان به او هدیه می‌دهد. کنتس درحالی‌که مرتباً صورت خود را از کنت می‌پوشانده، از تعریف و تمجیدهای مبالغه‌آمیز کنت متعجب می‌شود که چطور عشق سوزانا، عقل و هوش او را از بین برده‌است. فیگارو نیز که از دور شاهد اتفاقات بین ایندو بوده، مرتب خود را سرزنش می‌کند و به زنان لعنت می‌فرستد؛ او بعد از کمی، دیگر طاقت نیاورده و به عمد عطسه می‌کند تا کنت را متوجه حضور خود سازد. " سوزانا " (به واقع کنتس)، هم به بهانه حضور فیگارو در آن اطراف، از صحنه خارج شده و پس از لحظاتی کنت نیز به دنبال او می‌رود.
فیگارو و سوزانای واقعی - در لباس کنتس - وارد صحنه می‌شوند. فیگارو به او می‌گوید که باید عجله کند و شوهرش را از همبستری با سوزانا بازدارد. سوزانا (در لباس کنتس) هم که مدام صورتش را از فیگارو می‌پوشانده، با او وارد بحث می‌شود و فیگارو خیلی زود از صدایش تشخیص می‌دهد که او همان سوزاناست که خود را به شکل کنتس درآورده است؛ اما برای خاموش کردن آتش انتقام خود، همچنان وانمود می‌کند که متوجه این قضیه نشده و شروع به ابراز علاقه به " کنتس " می‌کند؛ همچنین از او می‌خواهد که امشب را در کنار هم به صبح برسانند! سوزانا دیگر نمی‌تواند تحمل کند و شروع به کتک زدن فیگارو می‌کند؛ بالاخره فیگارو اعتراف می‌کند که از همان ابتدای ورود سوزانا صدایش را شناخته و فقط می‌خواسته کمی با او شوخی کند؛ آن‌ها با یکدیگر آشتی کرده و تصمیم می‌گیرند که این شوخی را به سرانجام برسانند.
کنت آشفته و سرگردان همچنان به دنبال سوزانا می‌گردد و صدای فیگارو که به " کنتس " ابراز عشق می‌کند را نیز می‌شنود. کنت از شدت غضب و درماندگی، افراد قصر را خبر می‌کند تا بیایند و شاهد خیانت همسرش به او باشند. همگی از او التماس ` عفو ` می‌کنند اما پاسخ کنت همچنان ` نه ` می‌ماند. تا اینکه بالاخره کنتس واقعی وارد می‌شود و انگشتری را که کنت به او داده (به خیال اینکه به سوزانا داده)، نشان می‌دهد و برایش روشن می‌سازد در واقع کسی که قصد فریبش را داشته، همسر خودش بوده‌است.
کنت عمیقاً شرمنده می‌شود؛ او جلوی کنتس زانو زده و درخواست بخشش می‌کند (Contessa, perdono). کنتس هم که زنی دل رحم بوده، همسرش را می‌بخشد (Piú docile io sono) و همگی خشنود و راضی به ادامه جشن و پایکوبی می‌پردازند.